# Rozoy-Bellevalle
Rozoy-Bellevalle è un comune francese di 107 abitanti situato nel dipartimento dell'Aisne della regione dell'Alta Francia.

## Società

### Evoluzione demografica
Abitanti censiti